# Lifebook

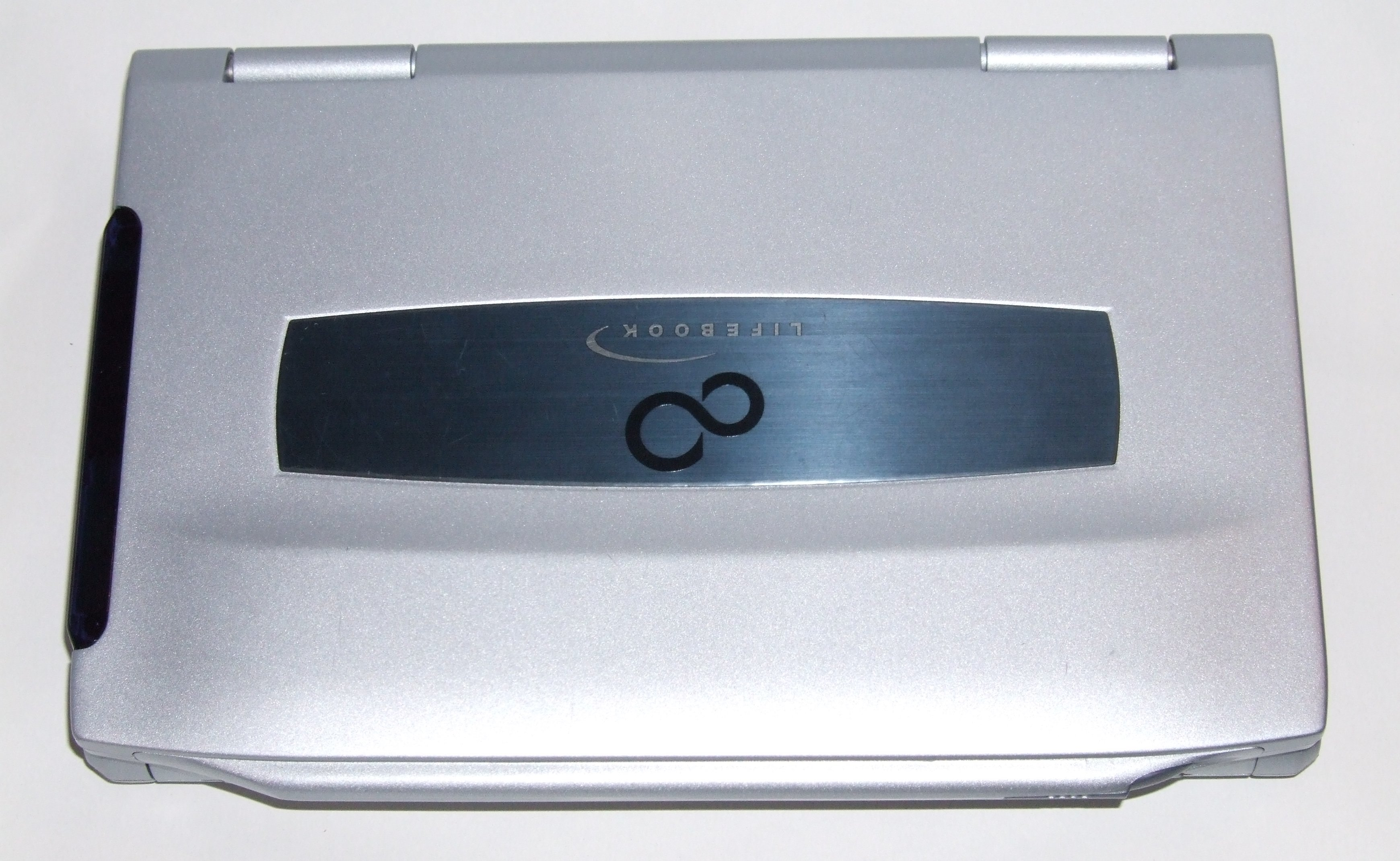
Fujitsu Lifebook P-1032

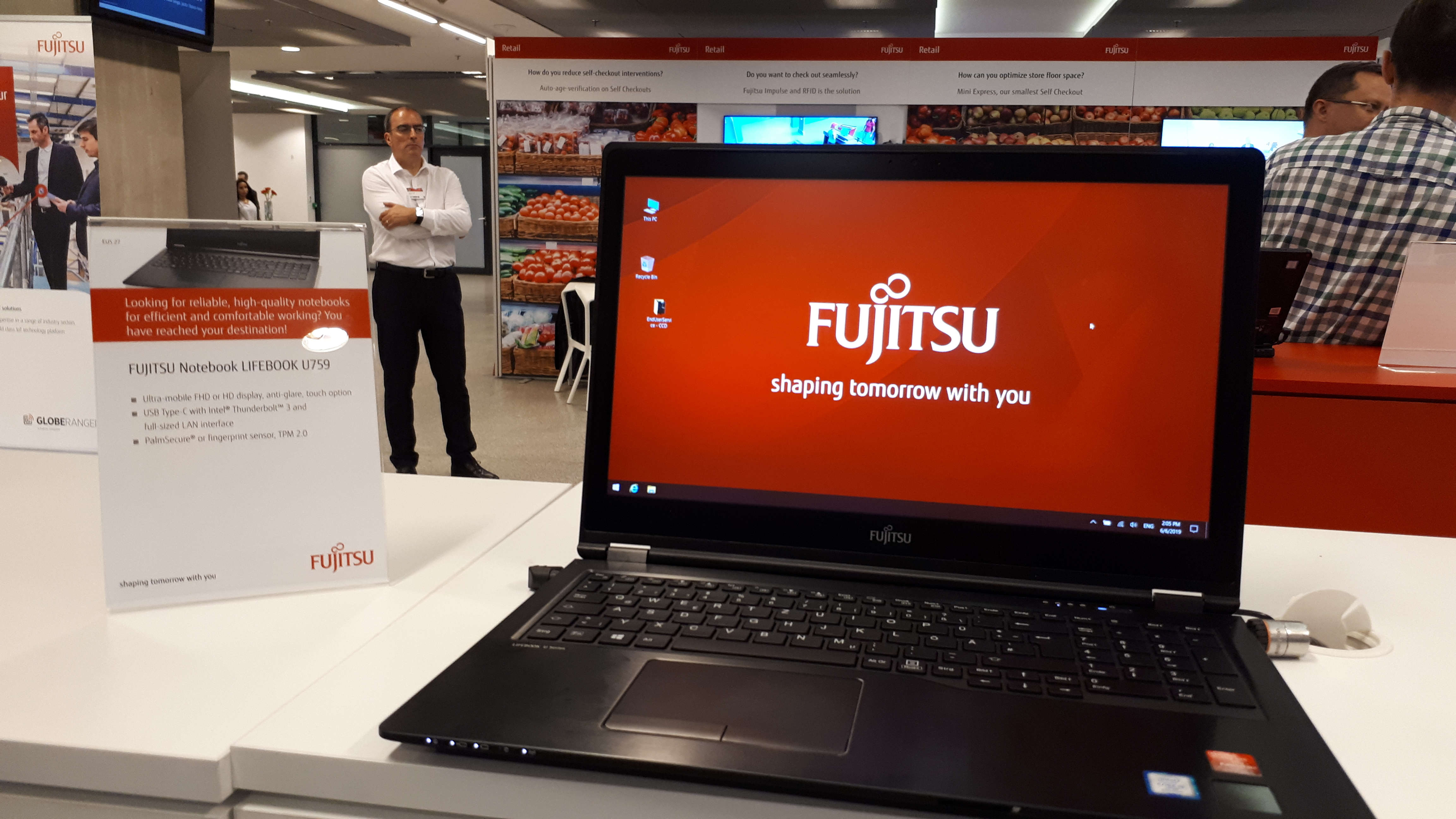
Ноутбук Fujitsu Notebook Lifebook U759

Lifebook — линейка ноутбуков, предназначенных для корпоративных пользователей и выпускаемых компанией Fujitsu и ее дочерними компаниями. В зависимости от региона модели и дистрибьюторы могут отличаться:
- В Европе - "Fujitsu Siemens Computers";
- В Азии - "Fujitsu PC Asia Pacific";
- В Соединенных Штатах - "Fujitsu Computer Systems".

Линейка продукции включает в себя несколько категорий моделей, обозначаемых буквами: A, B, C, E, L, N, P, K, S, T, U, каждая из которых обладает уникальными характеристиками и функциями, позволяющими корпоративным клиентам найти оптимальное решение для своих задач. Ноутбуки марки Lifebook производятся непосредственно компанией Fujitsu или Fujitsu-Siemens, в отличие большинства других ноутбуков, производства которых располагаются в Китае и Тайване.
В Японии линия Lifebook известна как «Biblio».
Серия Lifebook P 1000 включает в себя самые маленькие и лёгкие ПК-совместимые ноутбуки с жёстким диском и DVD-приводом (однако большинство ноутбуков серии P 1000 не имеют DVD-привода), классифицируемые как субноутбуки.
Ноутбуки серии B немного массивнее и обладают сенсорным экраном.
Lifebook U810 — планшетный компьютер, сильно отличающийся от предыдущих моделей этой линии. Самым очевидным отличием является размер — у ноутбуков U810 5,6 дюймовый сенсорный экран, а масса составляет всего 625 г. Оперативная память — 1 ГБ, ёмкость жёсткого диска — 40 Гб. Lifebook работает на литий-ионных батареях. Сенсорный экран является главным преимуществом Lifebook и позволяет использовать ноутбук в качестве планшетного компьютера.